# Vila Nova de Famalicão e Calendário
Vila Nova de Famalicão e Calendário (oficialmente: União das Freguesias de Vila Nova de Famalicão e Calendário) é uma freguesia portuguesa do município de Vila Nova de Famalicão, com 8,94 km² de área e 20 928 habitantes (censo de 2021). A sua densidade populacional é 2 340,9 hab./km².

## História
Foi criada aquando da reorganização administrativa de 2012/2013, resultando da agregação das antigas freguesias de Vila Nova de Famalicão e Calendário.

## Demografia
A população registada nos censos foi:
| Distribuição da População por Grupos Etários | Distribuição da População por Grupos Etários | Distribuição da População por Grupos Etários | Distribuição da População por Grupos Etários | Distribuição da População por Grupos Etários | Distribuição da População por Grupos Etários |
| -------------------------------------------- | -------------------------------------------- | -------------------------------------------- | -------------------------------------------- | -------------------------------------------- | -------------------------------------------- |
| Antes da agregação                           |                                              |                                              |                                              |                                              |                                              |
| Ano                                          | 0-14 anos                                    | 15-24 anos                                   | 25-64 anos                                   | >= 65 anos                                   | Total                                        |
| 2001                                         | 3486                                         | 2821                                         | 10667                                        | 1821                                         | 18795                                        |
| 2011                                         | 3278                                         | 2344                                         | 12040                                        | 2483                                         | 20145                                        |
| Após a agregação                             |                                              |                                              |                                              |                                              |                                              |
| Ano                                          | 0-14 anos                                    | 15-24 anos                                   | 25-64 anos                                   | >= 65 anos                                   | Total                                        |
| 2021                                         | 2737                                         | 2319                                         | 11916                                        | 3956                                         | 20928                                        |